# Besaide
Besaide o Betsaide es una pequeña cumbre que se encuentra entre  Udalaitz (o Udalatx) y el Amboto, con una altitud 564 m sobre el nivel del mar. Está situada en el País Vasco (España). Forma parte de los denominados Montes del Duranguesado.
La particularidad de este lugar es que en él se juntan las tres provincias que componen la comunidad autónoma del País Vasco, Guipúzcoa, Álava y Vizcaya. Justo en el punto de encuentro se ha alzado el monumento al Montañero desaparecido realizado por el arquitecto Luis Pueyo en los años 50 por encargo de la Federación Vasco-Navarra de Alpinismo . A pocos metros se ha construido en 1990 otro monumento del artista japonés Yoshin Ogata.
El Besaide cierra el valle de Arrazola y bajo él se han explotado minas de cobre, por el lado del Deba se alza sobre el barrio de Santa Águeda de Mondragón.
El Collado Besaide se sitúa entre la cumbre del Besaide y las estribaciones del Udalaitz tiene una cota de 510 metros.
Besaide también es el nombre que tiene el informativo territorial que emite entre las 13.10 y las 14.00 horas Radio Nacional de España (RNE) en el País Vasco.

## Descripción
El Besaide es una pequeña cumbre de 564 metros de elevación con una prominencia de 25. Esta cumbre se alza, a modo de colina, sobre la campa de Karraskain que se encuentra a 538 metros sobre el nivel del mar y cierra, al norte, el valle del Arrazola formado por el macizo del Amboto a izquierda y el Memaia, de 675 metros de altitud, a la derecha. Al sur se encuentra el valle del Deba con Mondragón a sus pies. Al este se alza el imponente Udalaitz y al oeste las estribaciones del Amboto.
La elevación que conforma la cumbre del monte se alza sobre la campa de Karraskain de forma abrupta creando una especie de pedestal donde se ubicó el monumento a los motañeros desaparecidos.

## El monumento al montañero desaparecido
El 18 de julio de 1953 morían en el Mont Blanc los montañeros vascos Enrique Bacigalupe, Carlos Ugartetxe, Manuel Kanke y José María Peciña. La importancia del accidente y su difusión en los medios de comunicación hizo que tuviera una repercusión social importante. A raíz del mismo la Federación Vasco-Navarra de Alpinismo decidió realizar un monumento en recuerdo a los montañeros y montañeras fallecidos. En aquel momento el número de víctimas mortales que se habían producido en la montaña desde la fundación de la federación en 1924 era de 46. En diciembre de 1954 se aprueba, en el seno de la XII Asamblea de Montaña realizada en San Sebastián la construcción del monumento.
Las labores de preparación para al ejecución del monumento fueron promovidas, entre otros, por José Luis Sopelana y Ángel Sopeña. Se buscó una ubicación que reuniera varias premisas, un lugar de fácil acceso, que fuera recogido y que en él convergieran la mayor cantidad de territorios vascos. El Besaide reunía todas ellas y se eligió para realizar allí el monumento de recuerdo.
El presupuesto fue de 65.000 pts. que se reunieron por diferentes medios (instituciones, donaciones, aportaciones voluntarias de 5 pts...). Tras conseguir de los propietarios de los terrenos permiso de construcción del monumento y de los accesos al lugar así como de utilización de una chabola para las labores de la obra, se encargó el proyecto al arquitecto Luis Pueyo que lo realizó de forma no lucrativa. La obra se inauguró el domingo 30 de septiembre de 1955. Desde entonces se celebra anualmente en esas fechas un acto de conmemoración y recuerdo a los montañeros y montañeras fallecidos en la montaña.
Situado sobre un montículo elevado, el monumento, cuyo centro exacto está ubicado en el punto donde convergen las provincias de Guipúzcoa, Álava y Vizcaya, está realizado en piedra caliza procedente de las cercanas canteras de Mañaria, la misma piedra de los montes que lo rodean. Consta de un gran círculo de 15 metros de diámetros elevado cerca de un metro del terreno con un monolito en el centro, justo en el punto de convergencia de los tres territorios. El monolito, una piedra cilíndrica de metro y media de altura, tiene grabado en su cara superior las líneas de división territorial con los nombres de las provincias correspondientes. A su lado, se alza una torre de piedra caliza de 9,5 metros de altura coronado por una cruz y una campana que simboliza la unidad y la elevación (la campana fue donada por el ayuntamiento de Durango). Bajo el montículo se construyó, completando la obra, una fuente y un banco para completar el sentido inicial de "oración y unión" que se quiso dar al mismo.
El 29 de septiembre de 1991 se inauguró el realizado por el artista japonés Yoshin Ogata en la base del montículo, hacia el lado sur.

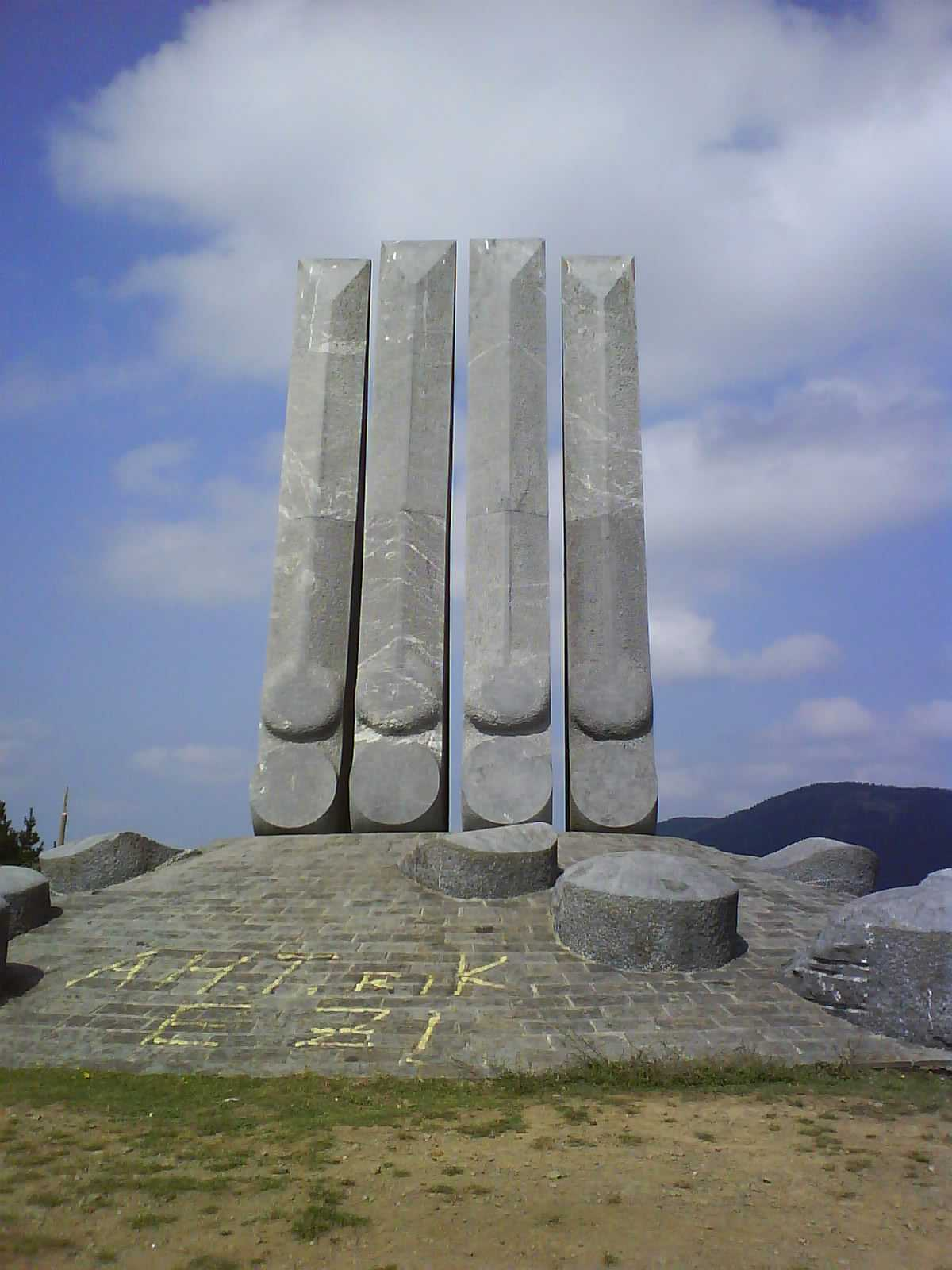
Monumento de Yoshin Ogata.
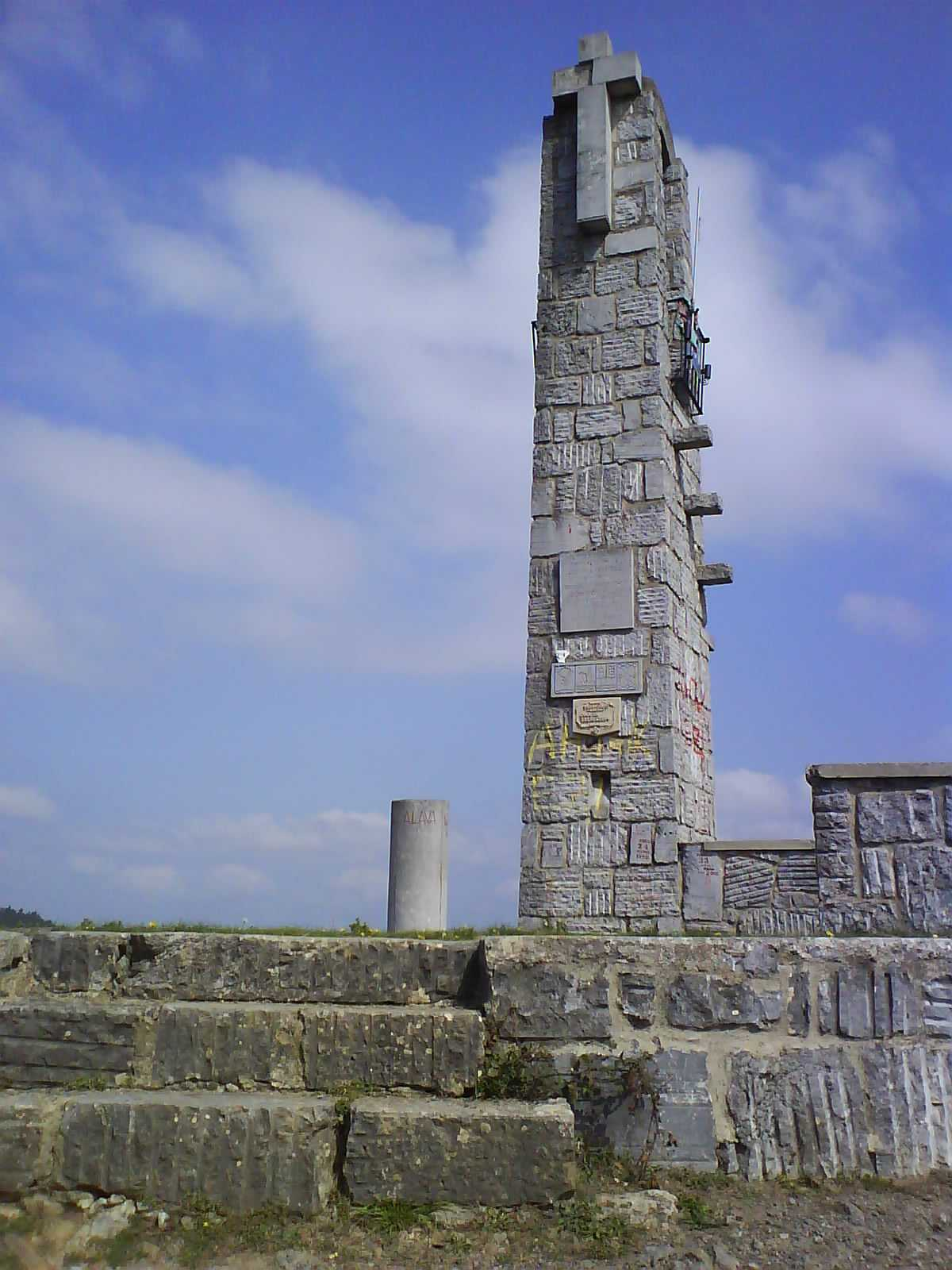
Monumento a la memoria de los montañeros muertos.
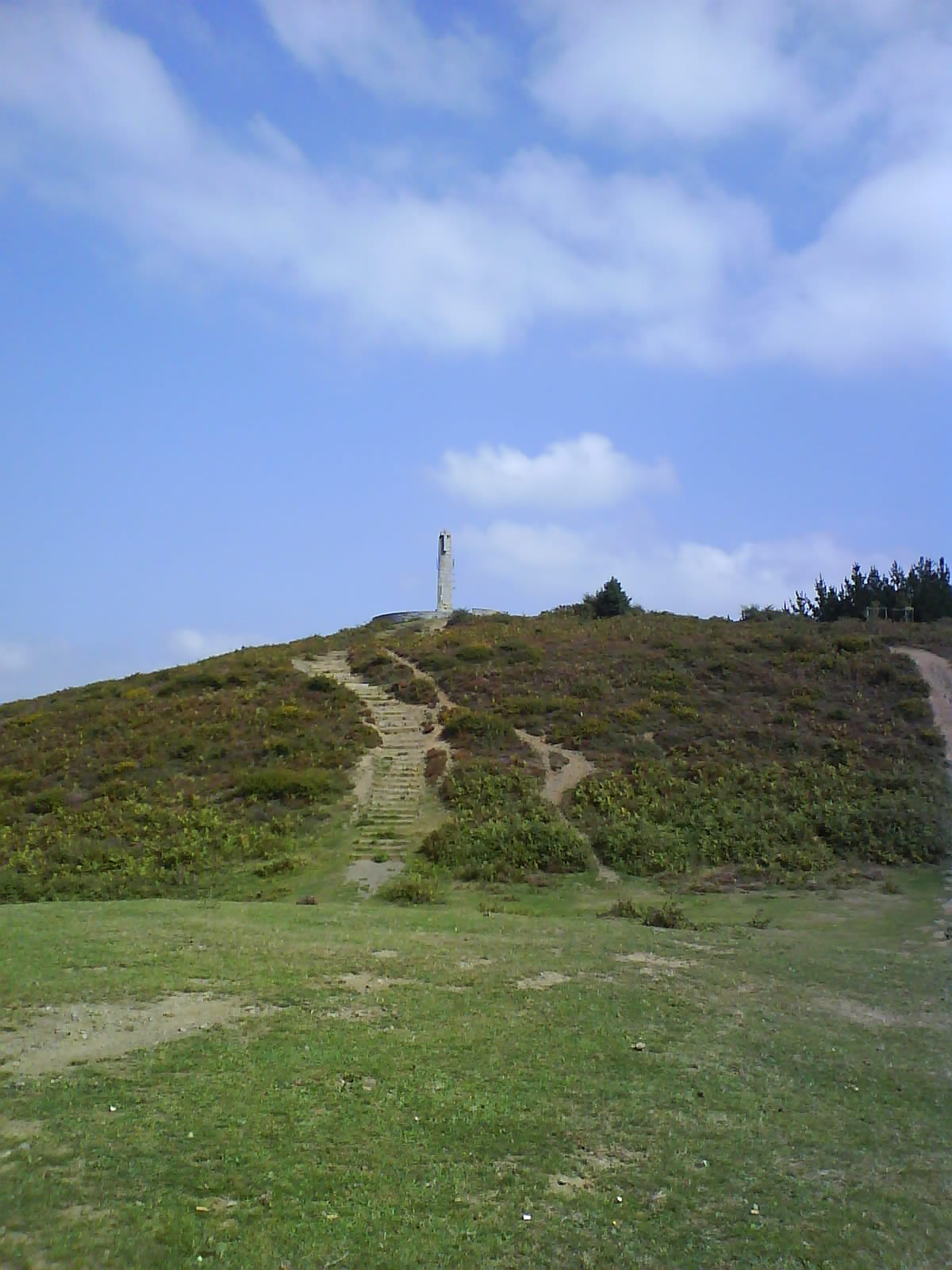
Vista del monumento de los montañeros muertos desde el de Yoshin Ogata.
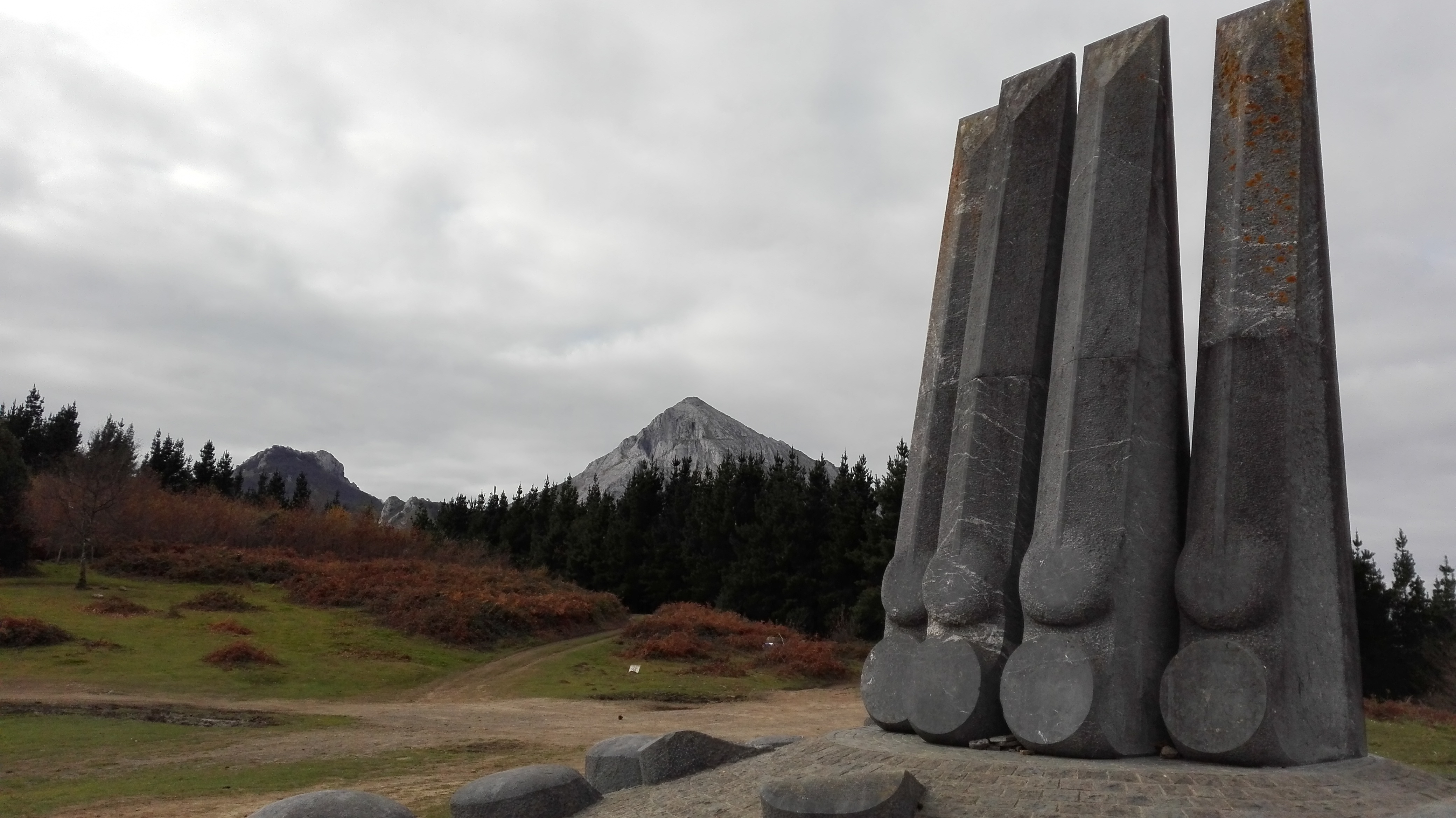
Cumbre del Amboto vista desde Besaide.

## Rutas de ascenso
Mondragón por Santa Águeda
Se parte desde Gasalibar que está a 250 metros sobre el nivel del mar, por una pista que pasa por los caseríos Biziola, y un poco más arriba,y Parraia. Se cruza la autopista hacia al caserío San Jurgi desde donde un poco más adelante se toma a la izquierda una amplia pista que alcanza el collado de Anjelagorosti a una altitud de 598 metros. Se rodea el monte Larragain por su vertiente occidental hasta la campa de Karraskain a pie de la prominencia donde se alza el monumento a los montañeros desaparecidos, la cumbre del Besaide.
Aramallona
Se sale de Ibarra a 324 metros de altitud por una pista hacia el casería Solareaga desde donde se sigue, por una pista bastante llana, hasta el caserío Ametzua, de donde, rodeando el Tellamendi se cruza la loma hasta llegar al collado Larrabil que ya alcanza una altura de 645 m. La cima del Larrabil se rodea por su vertiente este hasta llegar a la ladera del Larragain que rodeamos por el oeste, superado el Larragain se llega a la campa de Karraskain y a la cima del Besaide.
Elorrio
Desde el acceso sur de la variante de Elorrio se sigue una pista hormigonada junto al arroyo Larraskan que tras unos 55 minutos llega al monte Memaia. Desde allí se baja, rodeando la pequeña colina de Menditxo, hacia el cruce con el sendero de Gran Recorrido GR-123 con el camino de ascenso al Udalaitz. Siguiendo la senda principal se llega a la fuente y a la base del montículo donde se alza el monumento. Desde Elorrio se tarda 1h 20 minutos.
Arrazola
Es una ruta sencilla y sin dificultad. Desde "El tope", final de la línea férrea minera que daba servicio a las explotaciones que se abrían en este lado del monte, se sube por la ladera del monte Memaia hasta alcanzar el camino que cruza por ella hacia el Udalaitz. A Siguiendo la senda principal se llega a la fuente y a la base del montículo donde se alza el monumento. Desde Elorrio se tarda 1h 20 minutos.
Campázar
Desde el puerto de Campázar a 467 metros sobre el nivel del mar se coge la pista de tierra bajo la mole del Udalaitz y se sigue hacia el sur rodeando la montaña por el Sendero de Gran Recorrido GR-121. En una hora se llega al pie de una colina, a 458 m, cubierta por un denso encinar en cuya cumbre se halla la ermita de Santa Lucía. Siguiendo la pista llegaremos a un cruce que nos indica la dirección a seguir para llegar a la cumbre de Besaide.